# Escudo de Montclar
El escudo de armas de Montclar es un símbolo del municipio español de Montclar, y se describe, según la terminología precisa de la heráldica, por el siguiente blasón:

«Escudo embaldosado: de sinople, un monte moviente de la punta sumado de una cruz latina patada de plata acostada de una espada de plata embellecida de oro, a la diestra, y de una flecha subiente de plata a la siniestra. Al timbre, una corona mural de pueblo.»

## Diseño
La composición del escudo está formada sobre un fondo en forma de cuadrado apoyado sobre una de sus aristas, llamado escudo de ciudad o escudo embaldosado, según la configuración difundida en Cataluña al haber sido adoptada por la administración en sus especificaciones para el diseño oficial de los municipios de las entidades locales de color verde (sinople). Aparece dibujado un monte, que sale de la parte inferior del escudo (moviente de la punta) de color de color blanco o gris (plata, también llamado argén), justo encima (somado) hay una cruz con el centro levantado (latina) con los extremos más anchos (patada) también de color blanco o gris (plata). La cruz está acompañada a ambos lados (acostada) por un dibujo de una espada de color blanco o gris claro (plata) con la empuñadura (embellecida) de color amarillo (oro), en la parte de la derecha del escudo, la izquierda del observador (diestra) y por una flecha con la punta arriba (subiente) a la izquierda del escudo o derecha del observador (siniestra).
El escudo está acompañado en la parte superior de un timbre en forma de corona mural, que es la adoptada por la Generalidad de Cataluña para timbrar genéricamente a los escudos de los municipios. En este caso, se trata de una corona mural de pueblo, que básicamente es un lienzo de muralla amarillo (oro) con puertas y ventanas en negro (cerrado de sable), con cuatro torres almenadas, tres de ellas vistas.

## Historia
El ayuntamiento acordó solicitar el estudio heráldico para la adopción del escudo el 16 de enero de 2002. Después de continuar con el proceso reglamentario, el escudo fue finalmente aprobado el 18 de mayo de 2005 y publicado en el DOGC número 4.401 de 8 de junio del mismo año.
El monte con una cruz ya se utilizaba en sellos desde al menos principios del siglo XX. Los otros dos elementos restantes son señales alusivos a los patrones del municipio San Martín (la espada) y San Sebastián (la flecha). Durante el siglo XIX el ayuntamiento también utilizó como señal, un sello ovalado con la imagen de un San Sebastián.